# Distretto industriale plurisettoriale di Recanati - Osimo - Castelfidardo
Il Distretto industriale plurisettoriale di Recanati - Osimo - Castelfidardo, conosciuto anche sotto la denominazione di Distretto degli strumenti musicali di Castelfidardo – Loreto – Recanati è un distretto industriale riconosciuto dalle competenti autorità.

## Collocazione geografica
Il Distretto comprende 14 comuni delle province di Ancona e Macerata fra cui: Camerano, Castelfidardo, Filottrano, Loreto, Montecassiano, Montefano, Montelupone, Numana, Offagna, Osimo, Porto Recanati, Recanati, Santa Maria Nuova, Sirolo.

## Storia
Fin dalla fine dell'Ottocento, il territorio fra le province di Ancona e Macerata è caratterizzato da un progressivo sviluppo di piccoli laboratori artigianali per la produzione di fisarmoniche. Nel primo dopoguerra la produzione degli strumenti musicali aumenta notevolmente, indirizzando il settore anche verso la produzione di strumenti musicali elettrici.
Il settore entra in crisi sul finire degli anni settanta anche in seguito alla concorrenza asiatica, più portata ad investire in ricerca tecnologica ed innovazione.
In risposta a tale crisi il distretto diversifica sempre più la produzione in illuminotecnica, fotovoltaico, telecomunicazioni avanzate, giocattoli intelligenti, strumenti musicali, lavorazioni metalli e pietre preziose, articoli da regalo, articoli religiosi, apparecchiature elettroniche e componentistica, materie plastiche, circuiti stampati, abbigliamento, turismo.

## Organismi di rappresentanza e di governance distrettuale
Comitato di Indirizzo e Coordinamento Interprovinciale (COICO) del distretto industriale plurisettoriale di Recanati, Osimo e Castelfidardo.
Il COICO, istituito con deliberazioni di Giunta Provinciale di Ancona n.149/2000 e Giunta Provinciale di Macerata n.181/2000, è composto da rappresentanti di: Provincia di Ancona; Provincia di Macerata; Comune di Camerano; Comune di Castelfidardo; Comune di Filottrano; Comune di Loreto; Comune di Numana; Comune di Offagna; Comune di Osimo; Comune di Santa Maria Nuova; Comune di Sirolo; Comune di Montecassiano; Comune di Montefano; Comune di Montelupone;   Comune di Porto Recanati; Comune di Recanati; Camera di Commercio di Ancona; Camera di Commercio di Macerata; Assindustria Ancona e Macerata; CNA, Confartigianato e CASA di Ancona e Macerata; Confcommercio Ancona; Confcommercio Macerata; AGCI, Confcooperative, Lega Coop., UNCI di Ancona e Macerata; CGIL Ancona; CGIL Macerata; CISL Ancona; CISL Macerata; UIL Ancona; UIL Macerata; Meccano s.p.a. Jesi e Fabriano; Università Studi Ancona.

## Aziende del distretto
- Antonelli
- Apm Azienda Pluristervizi Macerata
- BCC Filottrano
- CRB elettronica
- Crumar
- Elgam
- Elka
- Eko
- Garofoli Porte
- Generalmusic
- LOGAN Electronics
- Prometeo Estra
- Salpa
- Società Industrie Elettroniche
- Somipress

### Aziende musicali
Aziende musicali:
- Adimpex
- Artigiana Voci
- Beltuna
- Binci
- Bonifassi
- Borgani
- Bugari Armando
- Castagnari
- Comelit
- Crucianelli
- Dino Baffetti
- Excelsior
- Farfisa
- Fatar
- FBT
- Fismen Accordions
- Fratelli Alessandrini
- Giustozzi
- Mafra Snc
- Manifatture Fuselli
- Marconi Bellows
- Master Midi
- Musictech
- Nuova Cam
- Orla
- Ottavianelli
- Paolo Soprani
- Piatanesi
- Pigini Fisarmoniche
- RCR
- Sisme
- Scandalli
- Settimio Soprani
- Stefyline
- Vignoni
- Voci Armoniche
- Zannini
- Zero Sette
- Welson